# Szomáli kenderike
A szomáli kenderike (Linaria johannis) a madarak osztályának verébalakúak (Passeriformes) rendjébe és a pintyfélék (Fringillidae) családjába tartozó faj.

## Rendszerezése
A fajt Stephenson Robert Clarke osztrák természettudós írta le 1919-ben, a Warsanglia nembe Warsanglia johannis néven. Sorolták az Acanthis nembe Acanthis johannis és a Carduelis nembe Carduelis johannis néven is.

## Előfordulása
Kelet-Afrikában, Szomália északi részén, kis területen honos. Természetes élőhelyei a szubtrópusi és trópusi magaslati száraz erdők és cserjések. Állandó, nem vonuló faj.

## Megjelenése
Testhossza 14 centiméter.

## Természetvédelmi helyzete
Az elterjedési területe kicsi, egyedszáma 250-999 példány közötti, viszont stabil. A Természetvédelmi Világszövetség Vörös listáján mérsékelten fenyegetett fajként szerepel.